# Pseudorhabdosynochus auitoe
Espèce
Pseudorhabdosynochus auitoe est une espèce de monogènes de la famille des Diplectanidae parasite sur les branchies d'un mérou. L'espèce a été décrite en 2007.

## Description
Pseudorhabdosynochus auitoe est un monogène de petite taille. L'espèce a les caractéristiques générales des autres espèces du genre Pseudorhabdosynochus, avec un corps plat et un hapteur postérieur qui est l'organe par lequel le Monogène s'attache à la branchie du poisson-hôte. Le hapteur porte deux squamodisques, un ventral et un dorsal. L'organe copulateur mâle sclérifié, ou "organe tétraloculé" a la forme d'un haricot avec quatre chambres internes, comme chez les autres espèces de Pseudorhabdosynochus. Le vagin inclut une partie sclérifiée, qui est une structure complexe.

## Étymologie
Pseudorhabdosynochus auitoe fait partie d'une série de huit espèces de Pseudorhabdosynochus qui ont des noms qui se ressemblent. Toutes ces espèces sont parasites du mérou Epinephelus maculatus. Selon l'auteur du taxon , les noms des huit espèces ont été bâtis sur le modèle d'une lettre de a à h et du nom local du mérou en Nouvelle-Calédonie, "loche uitoe". Les huit espèces sont donc P. auitoe, P. buitoe, P. cuitoe, P. duitoe, P. euitoe, P. fuitoe, P. guitoe et P. huitoe.

## Hôtes et localités

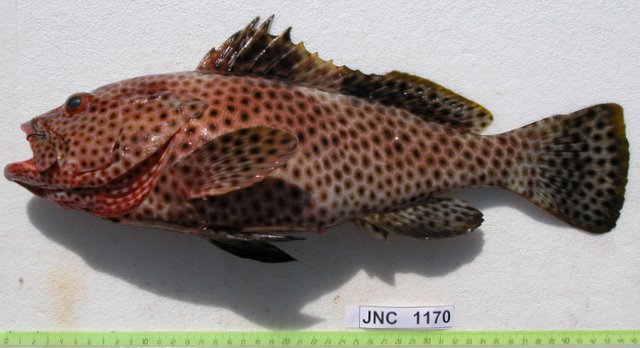
Le mérou Epinephelus maculatus est l'hôte-type de Pseudorhabdosynochus auitoe

L'hôte-type et seul hôte connu de ce parasite est le mérou haute voile Epinephelus maculatus (Serranidae). La localité-type est le récif au large de Nouméa, Nouvelle-Calédonie.